# شامل ستالوورث
شامل ستالوورث (بالإنجليزية: Shamell Stallworth)‏ مواليد 7 سبتمبر 1980 في فريسنو، هو لاعب كرة سلة أمريكي. بدأ مسيرته الاحترافية في سنة 2003. يلعب في الدوري البرازيلي لكرة السلة. يحمل الرقم 24. يبلغ طوله 6 قدم 4.75 بوصة (1.9 م).

## المسيرة الاحترافية
لعب مع اتلتيكو باوليستانو من سنة 2004 إلى 2007، ثم لعب مع نادي زادار لكرة السلة في موسم 2007–2008، ثم لعب مع تشيجيانغ غولدين بولز في سنة 2008، ثم لعب مع بينهيروس لكرة السلة من سنة 2009 إلى 2013، ثم لعب مع بينهيروس لكرة السلة في موسم 2013–2014.

## روابط خارجية
- شامل ستالوورث على موقع الدوري الأوروبي لكرة السلة (الإنجليزية)
- شامل ستالوورث على موقع كرة السلة الأوروبية.كوم (الإنجليزية)
- شامل ستالوورث على موقع DraftExpress.com (الإنجليزية)
- شامل ستالوورث على موقع كلية كرة السلة في سبورتس رفرنس.كوم (الإنجليزية)
- شامل ستالوورث على موقع ريلجم (الإنجليزية)
- شامل ستالوورث على موقع بروبوليرز (الإنجليزية)
- شامل ستالوورث على موقع سبورتس رفرنس (الإنجليزية)